# Friedrich Schauer (Architekt)
Friedrich Schauer, genannt Fritz Schauer, (* 29. Januar 1913 in Berlin; † 6. April 2007 ebenda) war ein deutscher Architekt und Widerstandskämpfer gegen den Nationalsozialismus.

## Leben

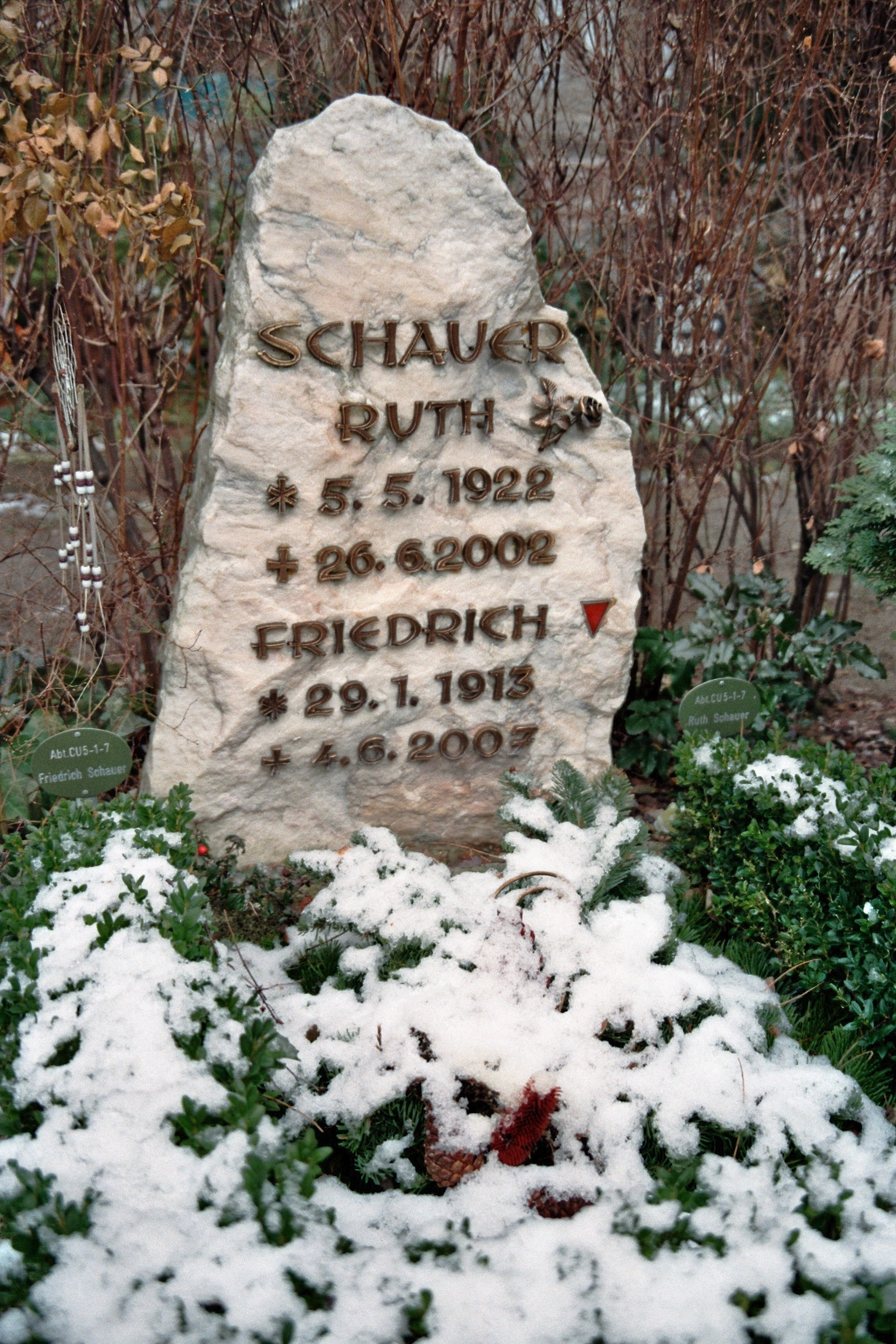
Schauers Grab auf dem Friedhof der Dorotheenstädtischen und Friedrichswerderschen Gemeinden

Schauer lernte von 1927 bis 1931 in Berlin Möbeltischler und schloss 1937 eine Tischlerfachschule als Werkmeister mit Berechtigung zur Lehrausbildung ab. 1939/40 absolvierte er die Fachabteilung für Raumtechnik und legte 1941 die Staatsprüfung als Architekt ab.
Bereits als Jugendlicher politisch engagiert, wirkte er nach 1933 im Widerstand gegen den Nationalsozialismus. Er wurde am 1. September 1933 verhaftet und am 28. November 1933 vom Kammergericht Berlin wegen Vorbereitung zum Hochverrat zu zwei Jahren Gefängnis verurteilt, die er bis zum 28. September 1935 im Jugendgefängnis Cottbus abbüßte. 1936 beteiligte er sich an Bildung einer studentischen Widerstandsgruppe an der Berliner Schule für Raumtechnik und Raumgestaltung. 1940 schloss er sich dem antifaschistischen Diskussions- und Schulungskreis um Wilhelm Schürmann-Horster an, der sich regelmäßig im Atelier der Berliner Bildhauerin Ruthild Hahne in der Wilmersdorfer Nachodstraße traf und der mit der Roten Kapelle in Verbindung stand. Er war beteiligt an der Zettelklebeaktion gegen die Propagandaausstellung Das Sowjetparadies.
Am 23. Oktober 1942 wurde er im Zusammenhang mit den Ermittlungen gegen die Rote Kapelle erneut verhaftet und am 21. August 1943 vom 2. Senat des Volksgerichtshofes im Verfahren gegen Wilhelm Schürmann-Horster u. a. wegen Vorbereitung zum Hochverrat zu acht Jahren Zuchthaus und acht Jahren Ehrverlust verurteilt. Über seine Erfahrungen bei der Verhaftung und Verurteilung berichtete Friedrich Schauer als Zeitzeuge in einem 2004 entstandenen Dokumentarfilm über den von den Nationalsozialisten hingerichteten Sportler und Kommunisten Werner Seelenbinder. Am 27. April 1945 wurde er durch die Truppen der Roten Armee aus dem Zuchthaus Brandenburg-Görden befreit.
Nach 1945 war Friedrich Schauer mit dem Wiederaufbau des Schulwesens in der Sowjetischen Besatzungszone bzw. später in der Volksbildung der DDR beschäftigt. So wurde z. B. das Internat der Pädagogischen Schule für Kindergärtnerinnen in Luckenwalde, das heutige Wohnheim des Oberstufenzentrums des Landkreises Teltow-Fläming, nach dem Entwurf von Schauer gebaut.

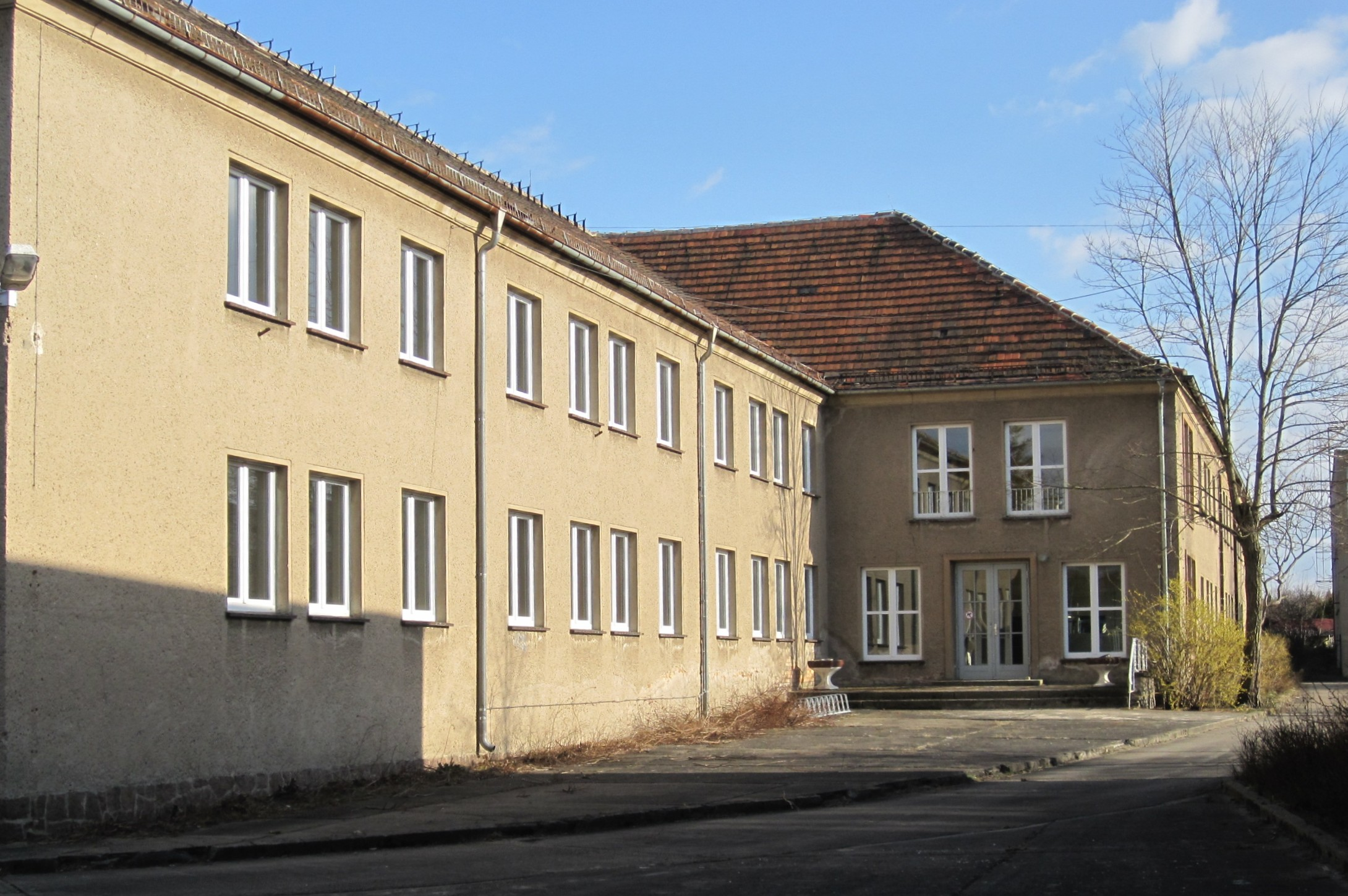
Wohnheim des OSZ Teltow-Fläming in Luckenwalde, 1953 als Internat für die Pädagogische Schule für Kindergärtnerinnen nach Plänen Friedrich Schauers errichtet

Nach 1961 arbeitete Schauer als Architekt an der Akademie der Wissenschaften der DDR.

## Schriften
- (gemeinsam mit Ulrich Bahnsch): Schulbau in der Deutschen Demokratischen Republik. Verlag Volk und Wissen, Berlin 1955.